# Unterschneidheim
Unterschneidheim è un comune tedesco di 4 945 abitanti situato nel land del Baden-Württemberg.
Il suo territorio è bagnato dal fiume Jagst.